# Paul Née
Paul Née (Orléans, ...) è un carrozziere francese.
A partire dal 1912, nel suo workshop di 1250 metri quadrati a Levallois-Perret, Parigi, ha partecipato alla creazione di numerose vetture sportive tra gli anni dieci e gli anni quaranta. Nel 1950 ha lasciato l'attività ai figli, i quali l'hanno portata avanti fino alla chiusura del 1987.
Specializzato nella creazione di carrozzerie fuoriserie, e in particolare nelle vetture con strutture pillarless e toit ouvrant, è noto principalmente per la Bugatti Tipo 57 Paul Nèe realizzata per il profumiere Paul Worth.
Nei primi anni trenta Née collaborò molto con la sede francese Lancia, a Bonneuil-sur-Marne; tra le vetture su cui lavorò: la Lancia Belna coupé, derivata dalla versione francese della Augusta.
Altre realizzazioni rilevanti dell'atelier sono state realizzate dai figli di Née su scocca di Citroën ID e DS.